# Казьмін Геннадій Петрович
Геннадій Петрович Казьмін (нар. 29 серпня 1934, місто Валуйки, тепер Бєлгородської області, Російська Федерація — 28 січня 2018, Хакасія, Російська Федерація) — радянський державний діяч, 1-й секретар Красноярського крайкому КПРС, 1-й секретар Хакаського обкому КПРС. Народний депутат СРСР (1989—1991).

## Життєпис
У 1955 році закінчив Новооскольський технікум механізації сільського господарства Бєлгородської області.
У 1955—1958 роках — дільничний механік, механік-контролер Міндерлінської машинно-тракторної станції (МТС) Красноярського краю.
У 1958—1959 роках — 2-й секретар, 1-й секретар Сухобузимського районного комітету ВЛКСМ Красноярського краю.
Член КПРС з 1959 року.
У 1959—1962 роках — голова колгоспу «Шлях Леніна» Сухобузимського району Красноярського краю; головний інженер Міндерлінського радгоспу Красноярського краю; директор Зиковського радгоспу Ємельянівського району Красноярського краю.
Закінчив Красноярський сільськогосподарський інститут.
У грудні 1962 — грудні 1967 року — секретар партійного комітету Уярського виробничого колгоспо-радгоспного управління, 1-й секретар Уярського районного комітету КПРС Красноярського краю.
У грудні 1967 — 1972 року — 1-й секретар Канського районного комітету КПРС Красноярського краю.
У 1972 — січні 1978 року — начальник Красноярського крайового виробничого об'єднання радгоспів, 1-й заступник начальника Красноярського крайового сільськогосподарського управління.
У січні 1978 — 1987 року — 1-й заступник голови виконавчого комітету Хакаської обласної ради народних депутатів.
Закінчив заочну Вищу партійну школу при ЦК КПРС.
У 1987 році — секретар Хакаського обласного комітету КПРС.
30 жовтня 1987 — серпень 1990 року — 1-й секретар Хакаського обласного комітету КПРС.
17 серпня 1990 — 23 серпня 1991 року — 1-й секретар Красноярського крайового комітету КПРС.
Працював генеральним директором акціонерних товариств «Єнісейкузлитмаш» і «Красноярськ—Конверсіон».
Потім — на пенсії в Хакасії.

## Нагороди і звання
- орден Леніна
- орден Трудового Червоного Прапора
- орден «Знак Пошани»
- медалі